# Volsk
Volsk (del ruso: Вольск) es una ciudad del óblast de Sarátov, en Rusia, centro administrativo del raión homónimo. Está situada en la orilla derecha del Volga, frente a la desembocadura del río Irgiz. Se encuentra a 111 km (152 km por carretera) al nordeste de Sarátov, la capital del óblast del mismo nombre. Su población era de 55 035 habitantes en 2021.

## Historia
El origen de la ciudad se remonta a la fundación de la sloboda Malykovka en 1690, que recibió el estatus de ciudad y el nombre de Volgsk (Волгск) en 1780. En el siglo XIX, el nombre evolucionó a Volsk, más fácil de pronunciar.
Tras la Revolución rusa de 1917, Volsk se convirtió en un importante centro de producción de cemento.

## Demografía
En 2001, la situación demográfica de Volsk acusó un crecimiento natural fuertemente deficitario de –11,7 por mil (tasa de natalidad 7,8 por mil y tasa de mortalidad 19,5 por mil).
| 1897   | 1926   | 1939   | 1959   | 1970   | 1979   | 1989   | 2002   | 2008   | 2009   |
| ------ | ------ | ------ | ------ | ------ | ------ | ------ | ------ | ------ | ------ |
| 27 000 | 35 300 | 56 100 | 61 800 | 69 200 | 65 700 | 65 700 | 71 124 | 68 600 | 68 160 |

## Cultura y lugares de interés
En Volsk hay un museo de etnografía local y una galería de arte. Algo característico de la ciudad son las decoraciones arquitectónicas de los edificios de piedra que son una muestra del estilo clasicista ruso del siglo XIX. Así mismo cabe destacar la casa del mercader Menkova, en la que está situado el museo. 

## Economía
La fabricación de cemento es la principal actividad económica de Volsk: 
- OAO Volkstsement (ОАО Вольскцемент)
- OOO Industria-Plius (ООО Индустрия-Плюс).

Se encuentran igualmente empresas dedicadas a la industria mecánica, a los productos a base de amianto, a la industria textil, productos lácteos y una cervecera.
Hay en la localidad una fábrica armamentística que produce los misiles guiados antitanque AT-14 Spriggan.

## Personalidades
- Albert Leman (1915-1998), compositor de música clásica.